# Florence, Wisconsin
Florence är en Census-designated place och administrativ huvudort i Florence County i Wisconsin i USA. Vid 2020 års folkräkning hade Florence 641 invånare.